# Bruno Salvadori
Pour les articles homonymes, voir Salvadori.
Bruno Salvadori (né le 23 mars 1942 à Aoste - mort le 8 juin 1980 à Voltri) était un journaliste et un homme politique italien, originaire de la Vallée d'Aoste. 

## Biographie
Bruno Salvadori adhéra tout jeune à l'Union valdôtaine, par sa section Jeunesse valdôtaine, dont il fit partie dès 1965. Il travailla au SAVT, et fut rédacteur en chef de l'hebdomadaire unioniste Le Peuple valdôtain. 
Après avoir été directeur du bureau de presse de la junte régionale, en 1978 il fut élu conseiller régional, charge qu'il occupa jusqu'à sa mort dans un accident, sur l'autoroute Gênes-Ivrée. Léonard Tamone le remplaça au sein du conseil régional. 

## La pensée politique: l'influence sur l'Union valdôtaine et sur la Ligue du Nord
Théoricien de l'autodétermination des peuples, les soi-disant nations sans État, et de l'appartenance à un peuple selon des critères d'ordre culturel et non pas de sang, il apporta plusieurs changements dans la pensée de l'Union valdôtaine, qui était essentiellement un parti lié aux familles valdôtaines autochtones. L'autonomisme devient ainsi selon Salvadori un choix, au lieu d'être une simple tradition politique. 
Il théorisa et parvint à réaliser l'unification des mouvements régionalistes, indépendantistes et fédéralistes de la Vallée d'Aoste, en renforçant l'UV après le détachement de l'aile progressiste (appelée Union valdôtaine progressiste, UVP), dont il avait fait partie. La pensée de l'UV s'éloigna toujours plus de l'idée d'élargissement et de renforcement de l'ethnie valdôtaine, qui faisait partie des statuts du parti rédigé après la Seconde Guerre mondiale, pour aboutir lentement à la notion d'Europe des peuples. théorisé par Émile Chanoux dans la Déclaration de Chivasso.[réf. nécessaire]
Il souligna la nécessité d'obtenir la majorité absolue des sièges au conseil régional entre les partis autonomistes : c'était selon lui la seule façon pour défendre et affirmer l'autonomie valdôtaine, c'est-à-dire par le démarquage des partis nationaux italiens.[réf. nécessaire]
Les idéaux fédéralistes affirmés par Salvadori contribuèrent à la formation de la pensée de la Ligue du Nord d'Umberto Bossi, qui, suivant son idée, fédéra tous les mouvements  et les partis fédéralistes et indépendantistes du nord de l'Italie.[réf. nécessaire]
La bibliothèque régionale d'Aoste lui a été dédiée en 2011.

## Citation
« Naître au Val d'Aoste ou être Valdôtain depuis des générations ne signifie pas qu'on fait partie de la communauté ethnique valdôtaine. L'ethnie est un choix, parce que ce n'est en aucun cas un acte passif, au contraire, cela nécessite d'un effort, d'une lutte constante, avec les moyens dont nous disposons, pour le défendre, et surtout pour la projeter vers l'avenir. »